# قصر غروزني الرئاسي

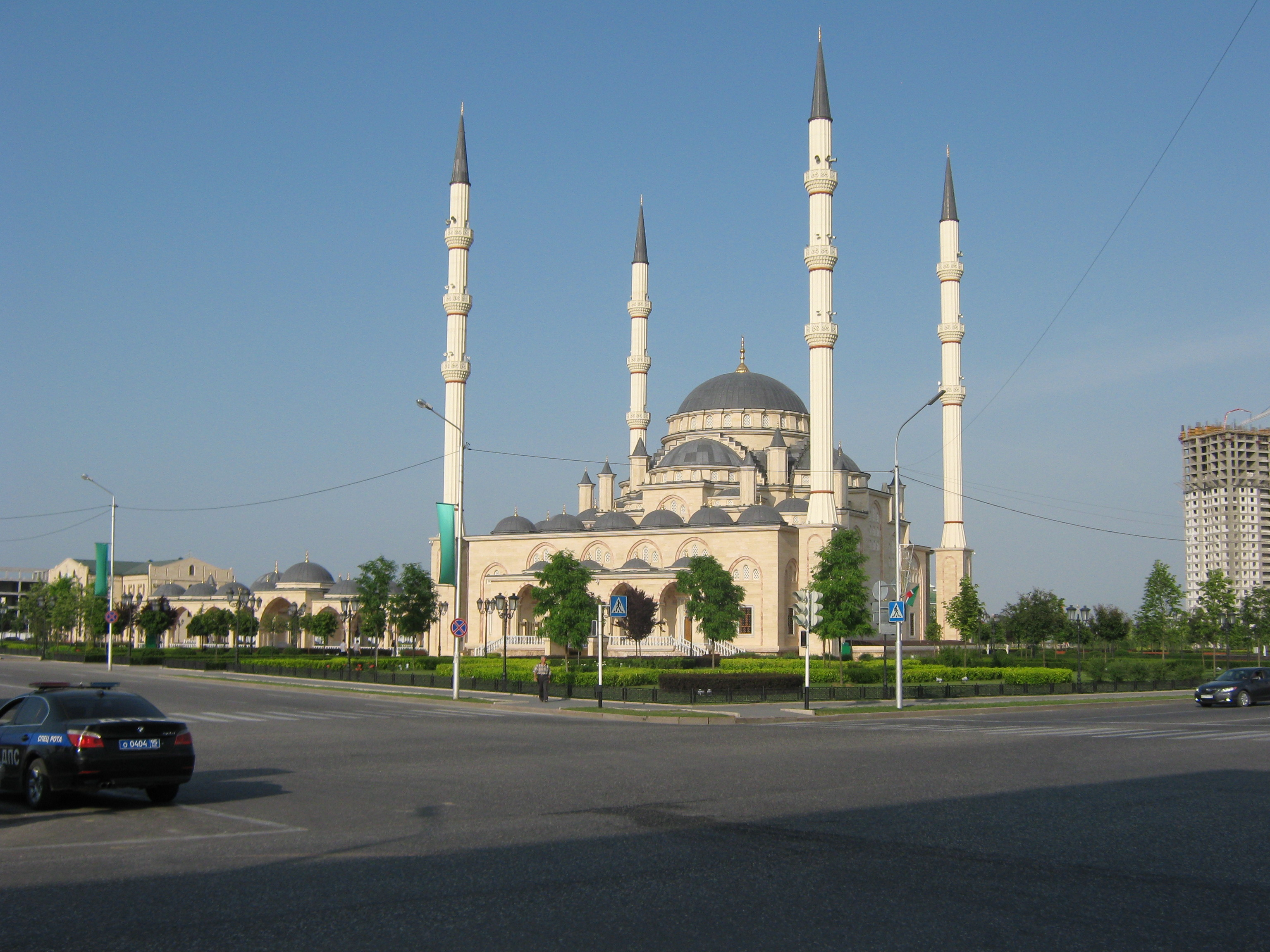
مسجد أحمد قاديروف.

قصر غروزني الرئاسي هو مبنى في وسط العاصمة الشيشانية غروزني. أصبح المبنى رمزا للمقاومة لأنصار جمهورية الشيشان الإشكيرية خلال المراحل الأولى من الحرب الشيشانية الأولى. تم تهشيم المبنى بسبب المدفعيات والغارات الجوية المتكررة، ليهدمه الروس في عام 1996 حيث أصبح موقعه حاليا موقعا لساحة أحمد قاديروف. بتمويل من الحكومة المركزية، تم إعادة تطوير المنطقة حيث أنشئ عليها مسجد أحمد قاديروف ثاني أكبر مسجد في روسيا.

## تاريخ
في الأصل، كان المبنى المكون من 11 طابقًا مقرًا للحزب الشيوعي السوفيتي في جمهورية الشيشان الاشتراكية السوفيتية ذاتية الحكم. في نهاية المطاف، تبنى اللواء جوهر دوداييف، أول زعيم لجمهورية إيشكيريا الشيشانية الانفصالية، كقصره والمقر الرئيسي لحكومته حيث كان مكتبه الفعلي يقع في الطابق الثامن من المبنى. خلال فترة الاستقلال الفعلي، تم تسمية الساحة خارج المبنى باسم الإمام منصور الشيشاني.

## حرب الشيشان

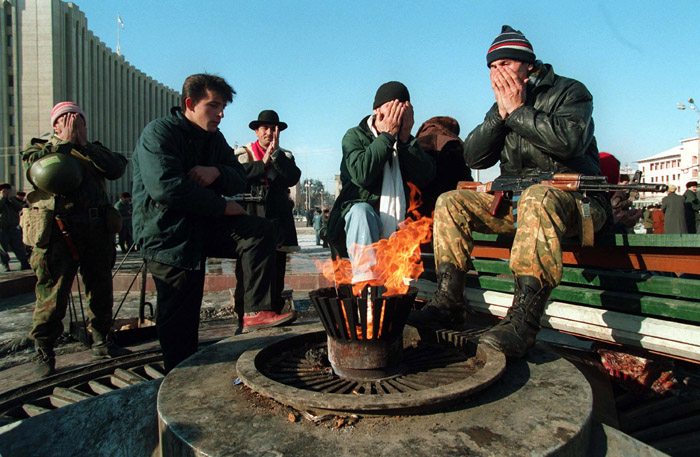
أنصار دوداييف أمام قصر غروزني الرئاسي، ديسمبر 1994، قبل أيام فقط من بدء المعركة من أجل المدينة.

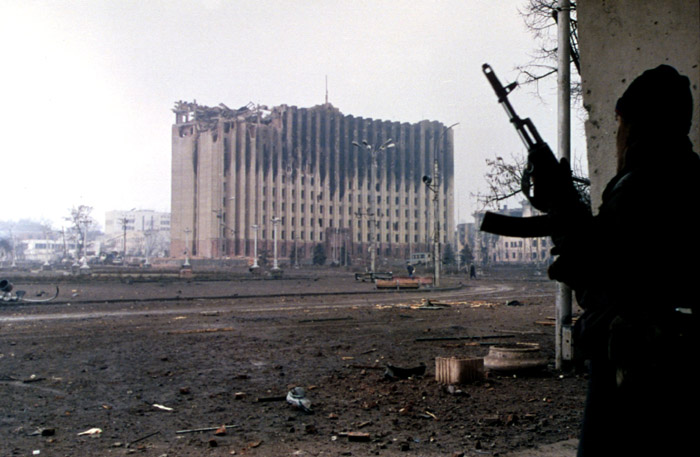
مقاتل شيشاني بالقرب من القصر الرئاسي المحترق أثناء فترة هدوء قصيرة في القتال في غروزني يناير 1995.

لم يكن القصر مستهدفًا خلال حملة القصف الأولى لروسيا، حيث جرى استهدافه فيما بعد من خلال هجمات فاشلة شنتها قوات المعارضة الشيشانية المدعومة من قبل روسيا حتى عام 1994.
في بداية معركة غروزني (1994–1995)، استهدف القصر بهجوم كارثي من قبل القوات الروسية عشية ليلة رأس السنة الميلادية، حيث كان من المفترض أن تلتقي جميع المدرعات الروسية إلى الشوارع بعد أن تتقدم من اتجاهات مختلفة، مما يتيح المزيد من الهجمات الروسية. وعد الجندي الذي كان يرفع علم روسيا فوق المبنى بأن يصبح بطلاً للاتحاد الروسي، فيما زعم وزير الدفاع الروسي بافيل غراتشيف أن قواته قد استولت عليه خلال الهجوم الأول.
على الرغم من مغادرة جوهر دوداييف العاصمة غروزني في وقت مبكر من المعركة، إلا أن الهيكل الخرساني الضخم لقصره الرئاسي أصبح المعقل الشيشاني الرئيسي للمدينة. حيث دافع عنها بشدة مئات من المقاتلين الانفصاليين، بما في ذلك الحرس الرئاسي لدوداييف وكتيبة شامل باساييف، فضلاً عن المباني المحيطة.
أصبح الطابق السفلي تحت القصر مقرًا مشتركا لرئيس أركان الشيشان أصلان مسخادوف ومستشفى ميداني ومعسكرا لأسرى الحرب من الجنود الروس. فيما حوصر سيرجي كوفاليف (مفوض حقوق الإنسان بوريس يلتسين) وستة نواب من مجلس الدوما، فضلا عن العديد من الصحفيين وعمال الإغاثة (بما في ذلك فيكتور بوبكوف) في القبو لعدة أيام بعد الهجوم الأولي من قبل روسيا.
قصفت القوات الروسية المبنى لمدة ثلاثة أسابيع تقريبًا، حيث سجلت مئات من قذائف نيران المدفعية المباشرة بما في ذلك مدافع الهاون ونيران الدبابات من المسافات القريبة وإطلاق صواريخ بي إم-21 غراد المدمرة. تم نشر الآلاف من الجنود لمدة أسبوعين تقريبًا، دمر خلالها القتال العنيف العديد من المباني ومنازل البلدية القريبة من القصر، مما أدى إلى تقليل حجم الهجمات إلى قذيفة واحدة. أخيرًا، في 16 يناير، تمكن الروس من تطويق المبنى المحترق من ثلاث جهات (الرابع هو نهر سونزا)، لكنهم فشلوا في طرد المدافعين.
في 17 يناير 1995، أسقطت قنبلتان ضخمتان مخترقة للتحصينات من وزن تسعة أطنان في المبنى، في حالة نادرة لاستخدام القوات الجوية الروسية الذخيرة الدقيقة التوجيه في الشيشان. دخلت الأولى المبنى وانفجر في المستشفى الواقع تحت الأرض، مما أدى إلى مقتل ما بين 50 إلى 60 شخصًا على الأقل، بمن فيهم العديد من السجناء، أما الثانية، فهبطت على بعد أمتار قليلة من موقع قيادة مسخادوف حيث لم تنفجر ونجا مسخادوف دون أن يصب بأذى. بعد منتصف ليلة 18 يناير، تم التخلي عن المبنى المدمر من قِبل آخر المدافعين الذين عبروا جسرًا عبر النهر تحت جنح الظلام واستولوا عليه في النهاية من قبل الروس في اليوم التالي.
في فبراير 1996، كان الموقع مسرحًا لمظاهرة كبرى من أجل السلام. وانتهى التجمع بإراقة الدماء عندما أطلقت قوات الحكومة الروسية النار على المتظاهرين، مما أسفر عن مقتل عدة أشخاص. بعد فترة وجيزة هدم الروس الأنقاض.